# 430 Hybris
430 Hybris је астероид главног астероидног појаса. Приближан пречник астероида је 33,33 km,
а средња удаљеност астероида од Сунца износи 2,844 астрономских јединица (АЈ).
Инклинација (нагиб) орбите у односу на раван еклиптике је 14,594 степени, а орбитални период износи 1752,374 дана (4,797 године). Ексцентрицитет орбите астероида износи 0,255.
Апсолутна магнитуда астероида износи 10,30 а геометријски албедо 0,120.
Астероид је откривен 18. децембра 1897. године.